# Віперешть
Віперешть, Віперешті (рум. Viperești) — село у повіті Бузеу в Румунії. Адміністративний центр комуни Віперешть.
Село розташоване на відстані 92 км на північ від Бухареста, 29 км на захід від Бузеу, 124 км на захід від Галаца, 81 км на південний схід від Брашова.

## Населення
За даними перепису населення 2002 року у селі проживала 1131 особа. Рідною мовою 1129 осіб (99,8%) назвали румунську.
Національний склад населення села:
| Національність | Кількість осіб | Відсоток |
| -------------- | -------------- | -------- |
| румуни         | 1056           | 93,4%    |
| цигани         | 73             | 6,5%     |